# Mohammed Sidi Ould Mohammed
Mohammed Sidi Ould Mohammed Ould Sidi Mohammed fou emir de Brakna, nebot del seu predecessor Mokhtar Sidi Ould Sidi Mohammed (deportat a Gabon pels francesos el 1843). Mohammed Sidi, junt amb el seu cosí Mohammed Al-Habib, fill de Mokhtar Sidi, es va refugiar el 1843 a l'emirat de Trarza. L'emir Mohammed de Trarza els va acollir, els va educar i com que Mohammed Al-Habib era un nen, fou Mohammed Sidi al que va aixecar com a pretendent rival de Mohammed Rajel Ould Mokhtar durant tot el govern d'aquest.
Mohammed Sidi va anar de Trarza a les terres dels Id Ou Aïch a demanar ajut. L'abril de 1847 es va casar amb una filla d'Ahmeddou I el que li va aportar el suport dels que havien estat partidaris d'aquest darrer. Va fer diversos atacs contra Rajel i l'agost de 1848, amb ajut d'un contingent trarza, va arribar a atacar el campament de Mohammed Rajel que va saquejar; els dos emirs foren ferits; Mohammed Sidi d'una bala que li va fer perdre dos dits de la mà; i Rajel una bala al peu. Després d'això l'autoritat de Mohammed Sidi va augmentar considerablement; els francesos van obligar a Rajel a cedir al seu rival un terç dels drets de duana; el 1849 els francesos el van tractar com "rei" quan Mohammed Sidi va visitar l'escales del riu a cobrar els drets. El 1850 el governador francès Auguste Léopold Protet va canviar l'orientació i va afavorir a Rajel, pel qual va establir un camp d'entrenament a Podor, on va anar personalment, però allí es va adonar compte de la feblesa de l'emir, i aviat va abandonar la seva causa.
Mohammed Al-Habib, emir de Trarza, va derrotar decisivament a Mohammed Rajel (que va fugir) el 1851 i Mohammed Sidi va ser reconegut emir. Llavors es va presentar un nou pretendent, Sidi Eli II Ould Ahmeddou I, que havia arribar a la majoria d'edat i reclamava la successió del seu pare amb el suport de part dels Oulad Siyed i dels Oulad Normach. La resta dels Oulad Siyed i els Oulad Ahmed van donar suport a Mohammed Sidi, que comptava amb el suport decisiu de Mohammed Al-Habib de Trarza.
Els francesos afavorien a Sidi Eli II i l'abril de 1853, aprofitant una disputa entre Mohammed Sidi i Mohammed Al-Habib, aquest va proclamar emir al jove Sidi Eli II, amb el suport del seu oncle (per aliança) Ahmed Leïgat, i després de l'assassinat d'aquest pels que havien estat els seus seguidors, i el suport de fet també de França. Mohammed Sidi va perdre els seus suports i només va seguir al seu costat el cap d'una fracció dels Oulad Siyed, Mokhtar Ould Amar; Mohammed Said aviat va haver de fugir cap a l'Adrar i Sidi Mborika, fill de Mohammed Al-Habib, el va perseguir sense èxit. Sidi Eli va poder cobrar els drets de duanes a l'escala del Coq. Però quan Mohammed Al-Habib va tornar a Trarza, Mohammed Sidi va tornar a Brakna i va reprendre la lluita contra el seu rival Sidi Eli II; els marabuts van aconseguir un acord de pau provisional pel qual l'emir conservava el seu títol i restablia la seva anterior aliança amb Mohammed Al-Habib. Sidi Eli conservava el comandament d'algunes tribus.
Les hostilitats entre els dos caps van reprendre el 1854. La política activa del nou governador Louis Faidherbe als afers maures, el va portar des de finals de l'any 1855 a prendre partit per Sidi Eli, que estava recomanat pels caps tuculors de Podor, contre Mohammed Sidi, aliat de Trarza. Faidherbe va imposar l'ajut dels caps tuculors del Toro amics de França i va recomanar al pretendent establir-se prop de Podor, mentre preparava un atac francès als trarzes. Però Mohammed Al-Habib va respondre al governador amb la convocatòria a començaments del 1856 d'una conferència general a Tindaouja sota els auspicis del gran Cheikh Sidïa, on es va arribar a una reconciliació general entre l'emir de Trarza, l'emir d'Adrar i els diferents caps; a la conferència va assistir l'emir de Brakna, Mohammed Sidi, que va donar el seu acord a la coalició maure contra la influència francesa; Sidi Eli II no hi fou convocat i va quedar com el titella dels francesos.
Faidherbe va passar a l'ofensiva. Par une proclamació de 9 de febrer de 1856 va prohibir tota comunicació amb els braknes aliats de Mohammed Al-Habib i va atacar a aquest emir, al mateix temps que provava de dividir els braknes perquè sortissin de l'aliança amb Trarza. Mohammed Sidi en aquell moment estava davant Podor amenaçant a Sidi Eli II; Faidherba va instal·lar un campament a Koundy, a une llegua al nord de Podor, on va establir una guarnició d'un batalló d'infanteria i d'una secció d'artilleria; des d'aquest campament les tropes podrien fer incursions durant anys contra Trarza i Brakna. A finals de març de 1856 Faidherbe va anar a Koundy on es va trobar amb Sidi Eli, i va posar les tropes franceses del campament al servei del pretendent contra Mohammed Sidi; diverses incursions quasi sempre favorables als francesos, van fer pujar el prestigi i autoritat de Sidi Eli II. En aquests conflictes els Guedala, els Id Eïlik i els Tanak van perdre 4000 cabres, alguns bous i un cert nombre d'homes incloent al fill del xeic dels tanaks, i es van fer alguns presoners que foren portats a Podor on estava Sidi Eli II.
El juny de 1856, per acabar amb la situació, es va decidir atacar el campament de Mbamam, on estava Mohammed Sidi, que estava defensat pels Oulad Ahmed; però el comandant de Podor encarregat de l'operació, no va rebre el suport acordat de Sidi Eli i va fracassar. Es diu que Sidi Eli recriminava als francesos que anteriorment l'havien ajudat i després abandonat diverses vegades per acabar fent la pau amb Mohammed Al-Habib. Després d'aquest atac fracassat, Mohammed Sidi, inquiet, es va retirar al nord, i es va reunir amb el seu aliat Mohammed Al-Habib de Trarza.
L'any següent (1857) van retornar les hostilitats. Mohammed Sidi va anar al Futa Toro on va trobar molts suports contra França; també va participar en totes les lluites dels trarzes contra els francesos; els Oulad Ahmed, que li donaven suport (junt amb una part dels Oulad Siyed, els Oulad Normach, els Oulad Eli i els Touabir), van atacar a les forces de Sidi Eli II sense gaire èxit. Dins els Id Ou Aïch, Sidi Eli II tenia el suport dels Chratit i el seu rival el dels Abakak. Mohammed Sidi acompanyat de Sidi (fill de Mohammad Al-Habib) va anar a demanar el suport de l'emir Bakkar dels Id Ou Aïch. Els noms dels principals combats d'aquests anys (1855 a 1858) foren: Morliyet, Foni, Lefar, Mbargou (per sobre de Kaédi), Diabdiola, Djiguéti Monadji (a l'Oued), i Kindelak (al nord-est del llac Rokiz).
Bakkar dels Id Ou Aïch havia signat un tractat amb França i estava cansat de la guerra. Va influir en els Oulad Ahmed en aquest sentit, i aquests es van aliar als Oulad Dâman, un grup dels trarza, que també volien abandonar la guerra i van emigrar cap a l'est abandonant a Mohammed Sidi. Així l'emir perdia la principal força de combat i va demanar a Mohammed Al-Habib que els fes tornar a la seva obediència; Mohammed Al-Habib i Mohammed Sidi van marxar contra els Oulad Ahmed i els Oulad Dâman; els primera van sorprendre de nit a les forces dels dos emirs i van matar a Mokhtar ould Omar, cap de la part dels Oulad Siyed que donaven suport a Mohammed Sidi, així com a diversos guerrers d'aquest, i van fer presoners a alguns trarza que van torturar i van reenviar després a Mohammed Al-Habib.
Els dos emirs van haver de demanar la pau. Els trarza la van signar el maig de 1858 i els brakna s'hi van afegir el 10 de juny. L'acord preveia que Mohammed Sidi restava com emir, però era evident que no podria resistir a un atac del seu rival. El govern francès va acceptar l'acord i va reconèixer a Mohammed Sidi i Sidi Eli II com a emirs signant amb ambdós un tractat de comerç i d'amistat idèntic al que havia signat amb l'emir Bakkar Ould Soueïd Ahmed dels Id Ou Aïch, i que confirmava el règim de les escales sobre el riu Senegal. Aquests tres tractats tenien com a clàusules principals el reconeixement pels emirs de la protecció de França sobre les províncies de Dinar (Dimar) i Wolof; el restabliment de les relacions comercials i el comerç de la goma a les escales de Podor, Saldé i altres, amb llibertat de comerç; l'establiment d'uns drets d'una peça de Guinea per cada 600 kilos de goma tractats a Saldé, que cobraria el govern de França i entregaria a l'emir corresponent; la neutralitat dels emirs en el comerç entre els seus súbdits i els comerciants.
Sidi Eli II en certa forma fou abandonat en part pels francesos. De moment va anunciar la seva submissió que Mohammed Sidi va acceptar i els dos es van reunir en una gran festa (novembre 1858). Uns dies després, durant un passeig, Sidi Eli II va matar d'un tret a Mohammed Sidi i immediatament es va fer reconèixer cap dels Brakna entre l'entusiasme dels seus partidaris i el silenci dels opositors; es va casar llavors amb Garmi, la vídua de Mohammed Sidi (que fou la mare de l'emir Ahmeddou II Ould Sidi Eli II, que després va resistir als francesos de 1903 a 1908).
Entre 1840 i 1875 els successius emirs de Brakna van tenir com a visir o primer ministre a Mokhtar Ndiak, que sempre se les va arreglar per sobreviure tot i els canvis d'emir i predecessor d'una figura similar entre els trarza, Khayarhoum (1860-1910).